# Гандзів
Гандзів — колишній хутір у Зарубинецькій сільській раді Андрушівського району Бердичівської округи Української СРР.

## Населення
Відповідно до перепису населення СРСР 17 грудня 1926 року, чисельність населення становила 6 осіб, з них 3 чоловіків та 3 жінок; за національністю — українці. Кількість господарств — 2.

## Історія
Заснований у 1923 році. До червня 1925 року входив до складу Ходорківського району Бердичівської округи Київської губернії. Станом на 17 грудня 1926 року числився у підпорядкуванні Зарубинецької сільської ради Андрушівського району Бердичівської округи. Відстань до центру сільської ради с. Зарубинці становила 3 версти, до районного центру с. Андрушівка — 10 верст, до окружного центру в Бердичеві — 50 верст, до найближчої залізничної станції Андрушівка — 10 верст.
Виключений з обліку населених пунктів до 1 жовтня 1941 року.